# Arthrogorgia kinoshitai
Arthrogorgia kinoshitai is een zachte koraalsoort uit de familie Primnoidae. De koraalsoort komt uit het geslacht Arthrogorgia. Arthrogorgia kinoshitai werd in 1952 voor het eerst wetenschappelijk beschreven door Bayer. 